# كريستيانو ميجليوراتي
كريستيانو ميجليوراتي (بالإيطالية: Cristiano Migliorati)‏ هو متسابق دراجات نارية إيطالي. نافس في سباقات بطولة العالم لفئة 500 سي سي ولفئة 250 سي سي ولفئة 50 سي سي. كما شارك في بطولة العالم للسوبرسبورت.

## روابط خارجية
- كريستيانو ميجليوراتي على موقع MotoGP.com (الإنجليزية)
- كريستيانو ميجليوراتي على موقع WorldSBK.com (الإنجليزية)
- كريستيانو ميجليوراتي على موقع CONI honoured athlete website (الإيطالية)